# Xylocopa calcarata
Xylocopa calcarata är en biart som först beskrevs av Leveque 1928.  Xylocopa calcarata ingår i släktet snickarbin, och familjen långtungebin. Inga underarter finns listade i Catalogue of Life.